# Ербецо
Ербѐцо (на италиански: Erbezzo; на венециански: Erbexo, Ербезо) е село и община в Северна Италия, провинция Верона, регион Венето. Разположено е на 1118 m надморска височина. Населението на общината е 759 души (към 2011 г.).